# Hong Soo-ah
Hong Soo-ah (de nacimiento Hong Geun-young) es una actriz surcoreana.

## Carrera
Conocida por su participación a principios de los años 2000 en la comedia Nonstop.
Se ganó el apodo de "Hong Throw" en la prensa coreana después de hacer un hábil primer lanzamiento ceremonial en un juego de los Osos Doosan en el Estadio de Béisbol de Jamsil en 2005.
Ha realizado un gran número de películas y programas de televisión, participando también en programas de variedades. Se fue de Corea para participar en dramas chinos durante varios años antes de regresar en 2016 para desempeñar un papel principal en la película Malice.
En 2015 ganó el Asia Pacific Actors Network Hallyu Star award

## Filmografía

### Cine
| Año  | Título                                 | Rol                           |
| ---- | -------------------------------------- | ----------------------------- |
| 2003 | Whispering Corridors 3: Wishing Stairs | miembro del club de escultura |
| 2003 | My Wife Is a Gangster 2                | Joong-hee                     |
| 2004 | Face                                   | Jo Hye-ran                    |
| 2005 | She's on Duty                          | Jo Hye-ryung                  |
| 2013 | Mango Tree                             | Su-jin                        |
| 2014 | Haunted Road                           | Xue-lien                      |
| 2015 | Malice                                 | Choi Ga-in                    |
| 2017 | The Spectator                          | Chen-tong                     |
| 2017 | Reverse: the Age of Rebellion          |                               |

### Serie de televisión
| Año       | Título                                            | Rol           | Red        |
| --------- | ------------------------------------------------- | ------------- | ---------- |
| 2004      | Nonstop 5                                         | Hong Soo-ah   | MBC        |
| 2005      | 작업의 고수                                       | Soo-ah        | MBC        |
| 2006      | MBC Best Theater "나의 문제적 그녀"               | So-jin        | MBC        |
| 2006      | The 101st Proposal                                | Han Geum-jung | SBS        |
| 2007      | Like Land and Sky                                 | Yoon Eun-ha   | KBS1       |
| 2008      | My Precious Child                                 | Baek Jae-ra   | KBS2       |
| 2009      | Cho-geon-bang                                     |               |            |
| 2011      | I Trusted Him                                     | Ha Jung-min   | MBC        |
| 2012      | Drama Special "The True Colors of Gang and Cheol" | Mi-kang       | KBS2       |
| 2012      | Dream of the Emperor                              | Yeon-hwa      | KBS1       |
| 2015      | Billion Dollar Heir                               | Lu Huan-er    |            |
| 2015      | Two Families from Wenzhou                         | Min Xiaozen   | CCTV-1     |
| 2015-2016 | 1 km Between You & Me                             | Shin Hae-ra   | SK Telecom |

### Espectáculo de variedades
| Año       | Título                                                                              | Red           | Notas                    |
| --------- | ----------------------------------------------------------------------------------- | ------------- | ------------------------ |
| 2004      | M.net Show King                                                                     | Mnet          |                          |
| 2005-2006 | Show!Music Core                                                                     | MBC           | presentadora             |
| 2010-2011 | Heroes                                                                              | SBS           | miembro del elenco       |
| 2011      | Dream Project: A Miracle Can Happen to You                                          | SBS           |                          |
| 2012      | TV Animal Farm                                                                      | SBS           |                          |
| 2014      | Somewhere Along the Way: Hong Soo-ah and Dave's Wonderful Day in the Czech Republic | skyTravel     |                          |
| 2016      | Saturday Night Live Korea                                                           | tvN           | presentadora             |
| 2016      | Hong Soo-ah's Korea Travel Guide                                                    | tagTV         | presentadora             |
| 2017      | Beauty Land and Beauty Island                                                       | Naver TV Cast | presentadora             |
| 2017      | I Love to Go Crazy                                                                  | SBS           |                          |
| 2019      | Laws of the Jungle in Myanmar and Myeik                                             | SBS           | miembro (ep. #372 - 377) |

### Vídeos musicales
| Año  | Título de la canción        | Artista                     |
| ---- | --------------------------- | --------------------------- |
| 2004 | "Because You're Pretty"     | Shinnago                    |
| 2005 | "No Farewells"              | Hong Soo-ah                 |
| 2010 | "Hey Mister"                | ALi                         |
| 2011 | "Dear Feelings, Dear Heart" | BoM                         |
| 2016 | "Distance"                  | Hong Soo-ah and Kim Woo-joo |
| 2017 | "Mohae (What's Up?)"        | San E                       |

## Teatro Musical
| Año  | Título                 | Rol         |
| ---- | ---------------------- | ----------- |
| 2009 | Really Really Like You | Oh Jung-hwa |

## Premios y nominaciones
| Año  | Premio                   | Categoría                     | Nominación    | Resultado |
| ---- | ------------------------ | ----------------------------- | ------------- | --------- |
| 2005 | MBC Entertainment Awards | Mejor Vestida                 | [NA]: {{{1}}} | Ganadora  |
| 2015 | 4 de APAN Star Awards    | Premio Estrella Hallyu        | [NA]: {{{1}}} | Ganadora  |
| 2016 | Asia Modelo Premios      | Premio Actor Estrella de Asia | [NA]: {{{1}}} | Ganadora  |
| 2019 | 2019 Best Star Award     | Korean Wave Star              | -             | Ganadora  |